# Košík.cz
Košík.cz je česká online služba zaměřená na doručování potravin a dalšího zboží přímo k zákazníkům domů. Společnost byla založena v roce 2014.  

## Historie
Košík.cz vznikl v roce 2014 jako reakce na rostoucí poptávku po pohodlných a rychlých službách doručování potravin. V roce 2016 se Košík.cz stal součástí skupiny Mall Group, která v té době provozovala také vlastní online supermarket Kolonial.cz. V roce 2017 Mall Group rozhodla o spojení těchto dvou služeb pod značku Košík.cz.
Košík.cz prošel několika majetkovými změnami. V roce 2021 byla společnost vyčleněna z Mall Group a nově pod vedením investičních skupin Daniela Křetínského a Patrika Tkáče, kteří získali nadpoloviční většinu podílu v Košíku. O odchodu finanční skupiny PPF z Košíku se již nějakou dobu spekulovalo, a tato transakce byla posléze potvrzena. V rámci této transakce převzali Křetínský a Tkáč 80% podíl, zatímco skupina Rockaway Jakuba Havrlanta si ponechala menšinový podíl.

## Služby
Košík.cz nabízí doručování potravin a dalšího zboží přímo k zákazníkům domů. Služba je dostupná ve většině velkých měst v České republice a postupně se rozšiřuje i do menších měst a obcí.

## Ekologie a udržitelnost
Košík.cz se snaží minimalizovat ekologický dopad svého provozu, například používáním recyklovatelných obalů a podporou lokálních dodavatelů. Podporuje také projekty zaměřené na snižování potravinového odpadu.